# Svartevattnet (Foss socken, Bohuslän)
Svartevattnet är en sjö i Munkedals kommun i Bohuslän och ingår i Bäveån-Örekilsälvens kustområde. Svartevattnet ligger i Bredmossen-Hensbacka Natura 2000-område.